# Pavao Posilović
Pavao Posilović, né entre 15 mai 1597 et 15 mai 1598 à Glamoč, dans l'actuel canton du Herceg-Bosna (Bosnie-Herzégovine) et décédé le 28 janvier 1657 à Rama (Bosnie-Herzégovine), est un écrivain et un homme d'Église croate. Évêque de Skradin de 1642 à 1657 et Évêque de Duvno de 1656 à 1657.

## Œuvres
- Naslađenje duhovno, koji želi dobro živiti, potom toga dobro umriti (1639)
- Cvijet od kriposti duhovni i tilesnije prikoristan svakomu virnomu krstjaninu koji ga šti često (1647)[1]